# Dolder Grand
El Dolder Grand (anteriormente conocido como Grand Hotel Dolder) es un hotel superior de 5 estrellas ubicado en la ciudad suiza de Zúrich.

## Ubicación y construcción

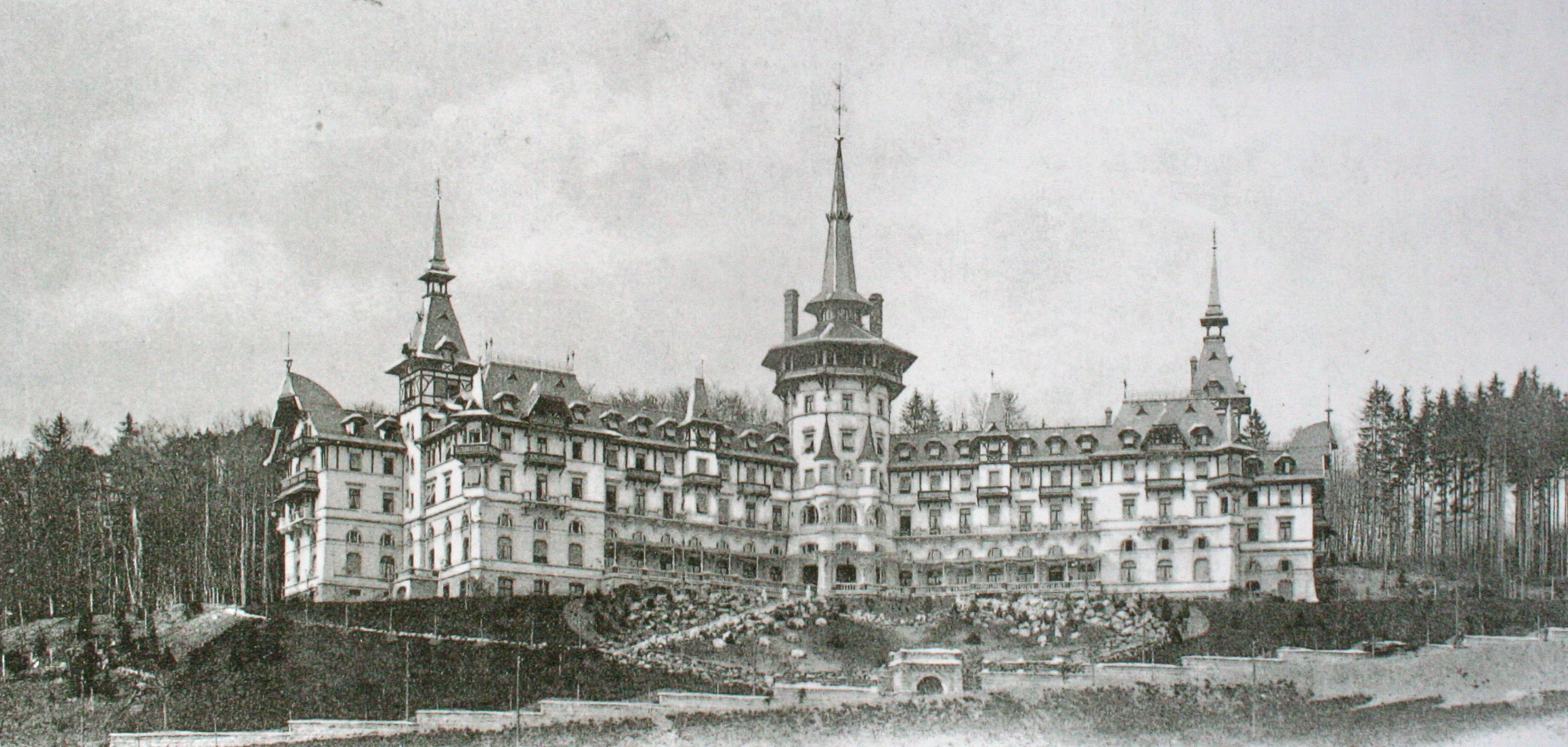
Dolder Grand en 1900.

Se encuentra en la colina de Adlisberg, a unos 2 kilómetros y 200 metros por encima del centro de la ciudad.
Construido en 1899, el hotel se extiende sobre 40.000 metros cuadrados y ofrece 175 habitaciones y suites, dos restaurantes, un bar, 13 salas de conferencias y un spa de 4.000 metros cuadrados.
El hotel está conectado con el centro de Zúrich por carretera y por el ferrocarril de cremallera Dolderbahn, que tiene su terminal superior junto al complejo hotelero.